# NGC 2224
NGC 2224 è un asterismo nella costellazione dei Gemelli.

## Scoperta
L'oggetto è stato scoperto il 24 dicembre 1786 dall'astronomo britannico William Herschel.